# 科涅 (伊泽尔省)
科涅（法語：Cognet，法語發音：[kɔɲɛ]）是法国伊泽尔省的一个市镇，属于格勒诺布尔区。

## 地理
科涅（44°52'52"N, 5°46'37"E）面积1.8 平方千米，位于法国奥弗涅-罗讷-阿尔卑斯大区伊泽尔省，该省份为法国东南部内陆省份，北起顺时针与安省、萨瓦省、上阿尔卑斯省、德龙省、阿尔代什省、卢瓦尔省和罗讷省。
与科涅接壤的市镇（或旧市镇、城区）包括：拉米尔、蓬索纳、普吕尼耶尔、圣阿雷、圣让代朗。

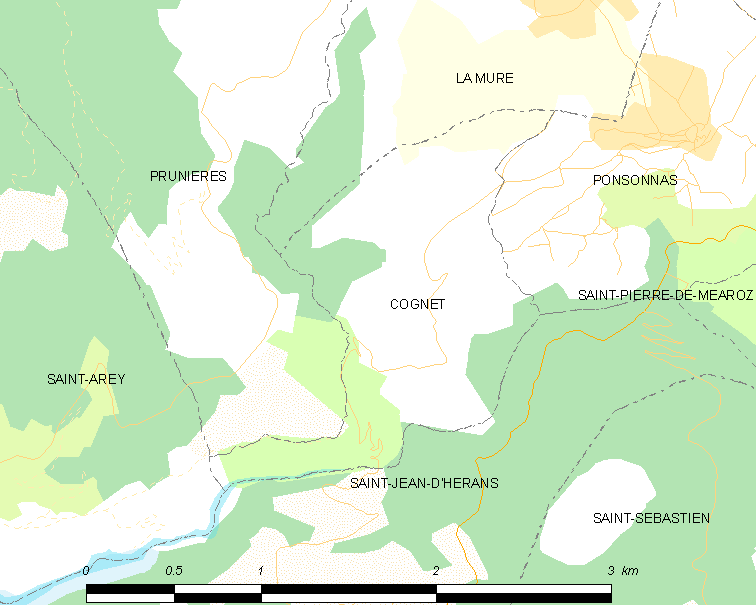
的OSM定位图

科涅的时区为UTC+01:00、UTC+02:00（夏令时）。

## 行政
科涅的邮政编码为38350，INSEE市镇编码为38116。

## 政治
科涅所属的省级选区为马泰西讷-特列沃县。

## 人口

1962-2008年间人口变化图示

科涅于2022年1月1日时的人口数量为36人。